# Cmoki Mińsk
Cmoki Mińsk (biał. баскетбольны клуб «Цмокі-Мінск», Baskietbolny Klub "Cmoki Mińsk") – białoruski klub koszykarski, mający siedzibę w Mińsku.

## Nazwy zespołu
Chronologia nazw:
- 2006-2012: Mińsk 2006 (biał. Мінск-2006)
- 2012-: Cmoki Mińsk (biał. Цмокі-Мінск)

## Sukcesy
- Mistrzostwo Białorusi:
  -  1. miejsce (12x): 2009, 2010, 2011, 2012, 2013, 2014, 2015, 2016, 2017, 2018, 2019, 2020

## Sezon po sezonie
| Sezon   | Rozgrywki krajowe          | Rozgrywki krajowe | Rozgrywki krajowe | Rozgrywki regionalne | Rozgrywki regionalne       | Rozgrywki europejskie              | Rozgrywki europejskie                |
| Sezon   | liga                       | sezon zasadniczy  | play off          | liga                 | etap                       | liga                               | etap                                 |
| ------- | -------------------------- | ----------------- | ----------------- | -------------------- | -------------------------- | ---------------------------------- | ------------------------------------ |
| 2006/07 | Białoruska Liga Koszykówki | 4.                | –                 |                      |                            |                                    |                                      |
| 2007/08 | Białoruska Liga Koszykówki | 2.                | –                 |                      |                            |                                    |                                      |
| 2008/09 | Białoruska Liga Koszykówki | 1.                | mistrz            |                      |                            |                                    |                                      |
| 2009/10 | Białoruska Liga Koszykówki | 1.                | mistrz            |                      |                            | EuroChallenge                      | Faza grupowa                         |
| 2010/11 | Białoruska Liga Koszykówki | 1.                | mistrz            | VTB United League    | Faza grupowa               | EuroChallenge                      | Runda kwalifikacyjna                 |
| 2011/12 | Białoruska Liga Koszykówki | 1.                | mistrz            | VTB United League    | Faza grupowa               | EuroChallenge                      | Faza grupowa                         |
| 2012/13 | Białoruska Liga Koszykówki | –                 | mistrz            | VTB United League    | Faza grupowa               | EuroChallenge                      | 1/8 finału                           |
| 2013/14 | Białoruska Liga Koszykówki | 1.                | mistrz            | VTB United League    | Faza grupowa               | EuroChallenge                      | Ćwierćfinał                          |
| 2014/15 | Białoruska Liga Koszykówki | –                 | mistrz            | VTB United League    | Faza grupowa (15. miejsce) | EuroChallenge                      | Faza grupowa                         |
| 2015/16 | Białoruska Liga Koszykówki | –                 | mistrz            | VTB United League    | Faza grupowa (12. miejsce) | FIBA Europe Cup                    | 1/16 finału                          |
| 2016/17 | Białoruska Liga Koszykówki | –                 | mistrz            | VTB United League    | Faza grupowa (12. miejsce) | Liga Mistrzów FIBA FIBA Europe Cup | 2. runda kwalifikacyjna 1/16 finału  |
| 2017/18 | Białoruska Liga Koszykówki | 1.                | mistrz            | VTB United League    | Faza grupowa (9. miejsce)  | Liga Mistrzów FIBA FIBA Europe Cup | 3. runda kwalifikacyjna 1/8 finału   |
| 2018/19 | Białoruska Liga Koszykówki | 2.                | mistrz            | VTB United League    | Faza grupowa (14. miejsce) | Liga Mistrzów FIBA FIBA Europe Cup | 1. runda kwalifikacyjna Faza grupowa |
| 2019/20 | Białoruska Liga Koszykówki | –                 | mistrz            | VTB United League    | –                          | Liga Mistrzów FIBA FIBA Europe Cup | 1. runda kwalifikacyjna Ćwierćfinał  |

## Koszykarze i trenerzy klubu

### Koszykarze

#### Obecny skład
Stan na 19 września 2020
Trener:  Rościsław Werhun
 Asystenci: Alaksei Sukhawetski • Edmunds Valeiko • Wojciech Walich

### Trenerzy
- 2006–2007:  Aleksandr Popkou
- 2007–2008:  Igor Korneenkow
- 2008–2013:  Andrei Kriwonos
- 2013–2014:  Donaldas Kairys
- 2014–2017: / Igor Griszczuk
- 2017–2019:  Alaksandr Krucikau
- 2019–:  Rościsław Werhun